# 下石頼重
下石 頼重（おろし よりしげ）は、戦国時代から安土桃山時代にかけての武将。織田氏の家臣。

## 生涯
下石氏は美濃国土岐郡下石村を根拠とする清和源氏土岐氏庶流の一族であるが、頼重は同氏の出か。織田信長の馬廻として天正年間頃から活動が見られ、各種奉行職に用いられた。
頼重の初見は天正4年（1576年）5月14日の津田宗及茶会に牧村利貞・富田一白と3人で参加した事で、以後天正8年（1580年）まで幾度か牧村・富田と3人で宗及の茶会に参加したり、あるは3人が茶会を主催して宗及らを招いたりしている。
頼重の仕事は主に北陸で多く見られ、天正5年（1577年）9月には柴田勝家率いる北陸方面軍の目付役として派遣され、天正6年（1578年）9月には柴田勝家が長連龍に宛てた書状で能登国穴水城攻めの連龍の功を本来の取次である堀秀政が別の任で応対出来なくなったので、代わりとして頼重が馳走をする事を報じている。
同年11月、摂津国有岡城の戦いでは福富秀勝・古田重然と3人で茨木城主・中川清秀の投降工作に尽力し、清秀が開城した後は福富・古田と3人で茨木城警固役として留め置かれた。
また、北陸方面で政務に取り組んでいた菅屋長頼の補佐も務めていた模様で、年不詳9月19日には菅屋と連署で前田利家・佐々成政・不破直光の三人（府中三人衆）に宛てて書状を出し、劔神社が「大破」した事の管理責任を追及し、神領などに関して決めた信長の朱印状を三人が神社に渡していないことが原因であるので直ちに渡すように命令し、また「寺社領高頭」はこれから上使を送って糺名するので隠蔽工作を行えば何かしらの罰がある事を通達した。また、同じ日付で3通別々に書状を出しており、「大破」した神社の調査のことや、神主や神官からの借金・借米の徴収は許さない事、百姓達に近年未納分の年貢を納めさせてこれからの年貢も定納させる事をそれぞれ通達している。
天正9年（1580年）1月、細川藤孝への使いを務め、同年12月頃には福富秀勝と共に中川清秀に対して西国に加増がある事を伝える朱印状を伝達し、更に同じ月に福富秀勝・野々村正成と共に使いとして中川清秀の許へ遣わされている。このように信長の側近衆として力を持っていた菅屋・福富・野々村らの風下に立つこと無く、対等に組んで仕事をしているあたり、織田家の側近衆でも高い地位にあった様子である。
天正10年（1582年）5月、信長に従って上洛。同年6月2日の本能寺の変で織田信忠と共に二条新御所に篭って戦い、同地で討死した。